# Carme Gala i Fernández
Maria Carme Gala i Fernández, coneguda com a Carme Gala, és una traductora nascuda a Barcelona l'any 1955. Amb divuit anys va mudar-se a Alemanya, on va viure durant prop d'una dècada, de l'any 1973 al 1980. Començà a ser coneguda l'any 1982 com a traductora literària gràcies a les seves versions de Woyzeck, de Georg Büchner, i Opinions d'un pallasso, de Heinrich Böll. A partir d'aquí, va anar consolidant la seva trajectòria dins de la literatura en català amb les traduccions de prop d'una cinquantena d'obres de la literatura alemanya. Entre d'altres traduccions, destaquen diverses narracions de Stefan Zweig i Patrick Süskind, La transformació de Franz Kafka, Les afinitats electives de Goethe o La muntanya màgica de Thomas Mann. Amb tot això, Gala guanyà l'any 1987 el premi Crítica Serra d'Or per la trilogia autobiogràfica d'Elias Canetti.
Gala, endemés, té un especial interès per la literatura infantil i juvenil, de la qual ha dut al català una vintena de títols. Entre aquests, trobem llibres de Hanns Radau i sèries com Les feres del futbol de Joachim Masannek. També ha traduït articles de la revista alemanya Der Spiegel per al setmanari El Temps i el diari El Món. A més a més, entre les seves traduccions s'inclouen catàlegs d'exposicions i traduccions de diverses pel·lícules i sèries de televisió així com guions de documentals per a TV3.